# 漢字習熟度検定
漢字習熟度検定（かんじしゅうじゅくどけんてい）とは、一般社団法人日本語力検定協会（旧名・日本漢字習熟度検定協会）が主催および認定している検定資格。ジョブ・カードに記載可能な資格。

## 概要
第1回の検定試験を2009年12月に全国約30会場及び外国4都市で実施。2010年以降は年3回ペースで実施し、2021年3月に終了した。
漢熟検3級 - 8級の出題漢字は「実用日本語文字力検定（文字検）※同協会が主催」で扱われるようになり、漢字知識以外に文法・敬語・読解・聴解（リスニング）を加えた総合的な日本語力を問う検定試験（コンピュータで合否判定）が2021年7月よりスタートした。

## 受験資格
年齢・学歴・国籍などに関係なく、誰でも受検可能であった。受検級は2つまで自由に選択出来た。日本国外にも試験会場を有した。

## 検定級
漢字習熟度検定は師範及び1級から10級までの等級があった。年3回ある検定のうち、師範受検者かつ最上位者を『漢熟王位』として認定していた（2012年度まで実施）。

## 試験会場
試験会場は各地域の学習塾教室・予備校を中心に、全国・海外で展開していた。